# Биржаков, Михаил Борисович
Биржаков Михаил Борисович (22 сентября 1940 г., Ленинград — 23 декабря 2017, Санкт-Петербург) — российский учёный и общественный деятель, инженер, историк, издатель, энциклопедист, эксперт и специалист в сфере теории и практики туризма, в том числе международного и российского туристского права. Президент Национальной академии туризма в 2005—2006 гг. Первый вице-президент Международной общественной туристской академии (МТА) в 2006—2017 гг. Известен трудами: «Введение в туризм» (бестселлер учебной литературы по туризму, 10 переизданий, общий тираж — более 150 тыс. экз.), «Энциклопедия международных контрактных отношений», «Большой глоссарий терминов международного туризма».

## Биография
Родился в Ленинграде в 1940 г.
Житель блокадного Ленинграда, образование высшее техническое, закончил в 1965 г. Ленинградский политехнический институт им М. И. Калинина, по образованию инженер-механик.
В 1960—1983 гг. работал на кафедре турбиностроения в институте на различных должностях. Кандидат технических наук (1976). Затем работал во ВНИИ Океангеологии начальником отдела в 1983—1990 гг. Автор 14 изобретений. Профессор Санкт-Петербургского Политехнического Университета, кафедра СОТИС, инженерно-строительный факультет.
В сфере туризма работал более 30 лет. Создал и возглавлял издательство туристской литературы «Невский Фонд» в Санкт-Петербурге. В 1993—2017 гг. вице-президент Ассоциации работников туристско-экскурсионных предприятий Санкт-Петербурга. Вице-президент в 1993—2005 гг., президент Национальной академии туризма (НАТ) в 2005—2006 гг. В 2006—2017 гг. первый вице-президент МТА, возглавлял её Санкт-Петербургское отделение. Действительный член Императорского Православного Палестинского Общества.

## Деятельность в сфере туризма
М. Б. Биржаков с 1990 г. работал в департаменте внеэкономической деятельности Ленинградского областного Совета по туризму и экскурсиям, позднее — ОАО «Совет по туризму и экскурсиям Санкт-Петербурга». В 1991—2009 гг. руководил работой издательства туристской литературы. Одновременно возглавлял в должности генерального директора «Невский Благотворительный фонд».
Он стоял у истоков современного отечественного туризма, многое делал в российском туризме первым: издал учебник по туристской деятельности «Введение в туризм», написал фундаментальные научные труды о туризме, создал первый профессиональный туристский журнал «Туристские фирмы», разработал и издал грандиозный туристский словарь «Большой глоссарий терминов международного туризма».
Принимал участие в разработке Федерального Закона «Об основах туристской деятельности в Российской Федерации» (1995—1996), по поручению общественности в 1995 г. принимал участие в создании первого Доклада о состоянии туризма в России для Государственной Думы РФ.
Вице-президент Национальной туристской ассоциации в 1995—1998 гг.
В 1993 г. выступил одним из учредителей Национальной академии туризма (НАТ) в Санкт-Петербурге, в 2005—2006 гг. являлся президентом НАТ. В период 1993—2017 гг. М. Б. Биржаков — один из учредителей и вице-президент Санкт-Петербургской общественной организации «Ассоциация работников туристско-экскурсионных предприятий».
В 2006 году вошёл в состав учредителей Международной общественной туристской академии (МТА, г. Москва) и был избран её первым вице-президентом, коим являлся до 2017 г.
М. Б. Биржаков был экспертом комиссии по туристской индустрии в Законодательном собрании Санкт-Петербурга в 2010—2016 гг., членом Оргкомитета традиционного «Туристского слета» (18 сезонов) и модератором ежегодной научно-практической конференции «Развитие потенциала внутреннего туризма России на современном этапе». Активный организатор сотрудничества в сфере туризма между Москвой и Санкт-Петербургом в 1996—2003 гг.

## Научная деятельность
М. Б. Биржаков автор многочисленных научных трудов, в том числе по туристской тематике — более 280. Фундаментальными работами являются — Большой Глоссарий терминов международного туризма, учебник «Введение в туризм», а также ещё более 18 монографий.
Входил в группу разработчиков Федерального Закона «Об основах туристской деятельности в РФ» (1996), а также возглавлял группу разработчиков модельного закона Межпарламентской ассамблеи СНГ «О туристской деятельности». Участвовал в разработке пяти международных модельных законов Межпарламентской ассамблеи СНГ о туристской деятельности и смежным вопросам в 2006, 2014—2017 гг., в том числе модельного закона «О добровольческой деятельности» (2014). Вёл исследования по истории туризма и путешествий, в том числе по истории Северного Морского пути и перспектив его освоения и развития.
М. Б. Биржаков более 25 лет занимался научными, теоретическими и прикладными вопросами совершенствования туристского законодательства России. Он был лидером санкт-петербургской туристской общественности и главой научной школы, имеющий множество последователей и учеников.

## Научно-педагогическая деятельность
Область научных интересов: общая история, изучение феномена туризма в мировой истории, история туризма, теория и практика туризма, статистика туризма, туристское право, договорное (обязательственное) право, теоретические вопросы религиозного туризма и паломничества, цивилизационный туризм, экономическая социология, туристское использование культурного и природного наследия.
Работал в должности старшего преподавателя в Ленинградском политехническом институте им М. И. Калинина. М. Б. Биржаков читал курсы лекций по основам трудового права, внешнеэкономической деятельности и гражданскому праву, основам договорных отношений в различных ведущих вузах Санкт-Петербурга, в том числе: на Экономическом факультете СПбГУ, заведовал кафедрой в Балтийском международном институте туризма, профессор ряда кафедр в вузах Санкт-Петербурга. В последние годы был профессором Санкт-Петербургского института кино и телевидения, читал лекции по более, чем 20 учебным дисциплинам в сфере туризма и смежных областях. Педагогический стаж М. Б. Биржакова составил более 50 лет.

## Издательская деятельность
Автор более чем 400 научных трудов по различным отраслям науки, в том числе 28 монографий, более 350 научных статей по тематике туризма, путешествий, права, истории, экономике . Издавал профессиональный национальный туристский журнал «Туристские фирмы», 50 выпусков в период 1991—2009 гг. Соавтор двух учебников по истории туризма. Автор монографий: Международное туристское право (2008), Туристское право (2017).

## Паломничество
Принимал активное участие в организации паломнического хода православной общественности Санкт-Петербурга на Святую Землю по случаю 2000-летия Рождества Христа в октябре 1999 г. (Иерусалим, Израиль). Автор более 10 научных публикаций в сфере теологии. Выступал с лекциями по истории и теории паломничества в Паломническом центре Московского Патриархата.

## Награды и премии
- Ветеран труда (2000),
- Медаль «Житель блокадного Ленинграда»,
- Медаль «В память 300-летия Санкт-Петербурга» (2003),
- Медаль «60 лет Победы в Великой Отечественной войне 1941—1945 гг.», Медаль «65 лет Победы в Великой Отечественной войне 1941—1945 гг.», Медаль «70 лет Победы в Великой Отечественной войне 1941—1945 гг.», Памятная медаль «60-леия полного освобождения Ленинграда от фашистской блокады» (2003),
- Памятная медаль «65-летия полного освобождения Ленинграда от фашистской блокады»,
- Памятный знак «В честь 70-летия полного освобождения Ленинграда от фашистской блокады» (2013).
- Почётный диплом Законодательного собрания Санкт-Петербурга (2010).
- Благодарность губернатора Санкт-Петербурга (2015).
- Почётная грамота Федерального агентства по туризму (2015).
- Почётный знак «За заслуги в развитии физической культуры, спорта и туризма» (24 ноября 2016 года, Межпарламентская ассамблея СНГ) — за значительный вклад в развитие физической культуры, спорта и туризма в государствах — участниках Содружества Независимых Государств, реализацию идей сотрудничества в сфере физической культуры, спорта и туризма[1]
- Награды общественных организаций: «Орден Признания» Национальная Академия туризма (2004).

## Основные публикации
- Введение в туризм (монография). СПб.: ГЕРДА. Десять изданий 1999—2014 гг.
- Индустрия туризма: перевозки. // Под ред. М. Б. Биржакова. 2-е издание. (монография). СПб.: ГЕРДА, 2003. — 397 с., ил.
- Большой глоссарий терминов международного туризма. // Под ред. М. Б. Биржакова, В. И. Никифорова. Третье издание, дополненное и переработанное. СПб., 2006. — 936 с. (в соавторстве).
- Экономическая безопасность туристской отрасли. МТА, Москва; Санкт-Петербург: Герда — Невский Фонд, 2007. — 458 с.: ил.
- Туристский путеводитель по Ленинградской области. Издание второе, переработанное и дополненное. // Под. ред. М. Б. Биржакова. СПб.: Издательский дом Герда, 2007. — 384 с.
- Международное туристское право. Законодательство государств-участников СНГ в сфере туризма. СПб, Невский фонд, 2008. — 232 с. (в соавторстве с К. А. Пшенко).
- Безопасность в туризме. СПб.: «Издательский дом Герда», 2005. — 208 с. (в соавторстве с Н. П. Казаковым).
- Документооборот туристского предприятия. Учебное пособие. // Под ред. М. Б. Биржакова. СПб.: Издательский дом ГЕРДА, 2009. — 240 с.
- Учебное пособие по дисциплине «Статистика туризма». Часть I, II. СПб. СПбГЭУ, 2014.
- Правовое регулирование туристской деятельности // в соавторстве с М. Р. Аджемовым, Н. М. Гвичия, С. Ю. Житенёвым, К. В. Михайловой, М. А. Морозовой, С. Е. Корнеевым, И. В. Никифоровым, В. С. Новиковым, Ю. С. Путриком, К. А. Пшенко, А. М. Риш. СПб.: Издательство. СПбГУКиТ, 2015.
- Туристское право. В двух частях. Часть I. Правовой комментарий к Федеральному закону «Об основах туристской деятельности в Российской Федерации» 2016. // Под ред. М. Б. Биржакова. СПб., 2017. — 246 с. (в соавторстве).

- 1. Сайт Международной общественной туристской академии (МТА) http://www.intacadem.ru/ Архивная копия от 18 ноября 2018 на Wayback Machine
- 2. Сайт Российского союза туриндустрии (РСТ) http://www.rstnw.ru/ушел-из-жизни-михаил-борисович-биржаков
- 3. Сайт Ассоциации ТЭП СПб https://rtournews.ru/blog/tournews/ne-stalo-m-b-birzhakova.html Архивная копия от 18 ноября 2018 на Wayback Machine